# Santana kommun, Colombia
Santana är en kommun i Colombia.   Den ligger i departementet Boyacá, i den centrala delen av landet, 170 km norr om huvudstaden Bogotá. Antalet invånare är 7 853.